# Leucothyreus cyanescens
Leucothyreus cyanescens är en skalbaggsart som beskrevs av Blanchard 1851. Leucothyreus cyanescens ingår i släktet Leucothyreus och familjen Rutelidae. Inga underarter finns listade i Catalogue of Life.